# Cymatiella ansonae
Cymatiella ansonae is een slakkensoort uit de familie van de Cymatiidae. De wetenschappelijke naam van de soort werd voor het eerst geldig gepubliceerd in 1988 door Beu als Sassia (Cymatiella) ansonae.